# Brachylomia fabricii
Brachylomia fabricii är en fjärilsart som beskrevs av Embrik Strand 1921. Brachylomia fabricii ingår i släktet Brachylomia och familjen nattflyn. Inga underarter finns listade i Catalogue of Life.